# Drosanthemum concavum
Drosanthemum concavum är en isörtsväxtart som beskrevs av L. Bol. Drosanthemum concavum ingår i släktet Drosanthemum och familjen isörtsväxter. Inga underarter finns listade i Catalogue of Life.